# Mystery of Love
«Mystery of Love» — песня американского автора-исполнителя Суфьяна Стивенса, спродюсированная Томасом Бартлеттом. Она была самостоятельно выпущена в цифровом формате по лицензии Madison Gate Records и Sony Classical 1 декабря 2017 года. Лука Гуаданьино, режиссер фильма 2017 года «Назови меня своим именем», предложил певцу принять участие в фильме в качестве рассказчика, но Стивенс отказался и согласился записать вместо этого оригинальную песню. В процессе написания песни Стивенс получил полный творческий контроль и черпал вдохновение из сценария фильма и одноименного романа Андре Асимана. Акустическая песня, текст которой описывает романтику и намекает на отношения между героями фильма Элио и Оливером. В тексте также есть несколько отсылок к штату Орегон, птицам и христианству.
Песня «Mystery of Love» была номинирована на несколько премий, включая Critics' Choice Movie Awards, Georgia Film Critics Association и Guild of Music Supervisors Awards. Кроме того, она была номинирована Академией кинематографических искусств и наук на премию «Оскар» за лучшую оригинальную песню. Песня также была номинирована на премию «Грэмми» в категории «Лучшая песня, написанная для визуальных медиа» на 61-й церемонии. В коммерческом плане «Mystery of Love» вошла в чарт Billboard’s Hot Rock Songs в США и попала в основные чарты звукозаписи во Франции, Венгрии, Португалии и Шотландии.

## Композиция
«Mystery of Love» — акустическая песня продолжительностью четыре минуты и восемь секунд. Она написана в тональности соль мажор с использованием общего времени и темпа 108 ударов в минуту. Инструментарий представлен струнными, мандолиной, гитарой и фортепиано. Три рецензента из North by Northwestern считают, что песни Стивенса «передают чувство близости», которое намекает на мифологическую тематику фильма. Алекс Роберт Росс из Noisey написал, что трек содержит «нежный, выщипанный гитарный ритм». Анагха Комарагири из The Daily Californian описал его как «легкий и воздушный». Дэниел Мергарри, автор Gay Times, назвал «Mystery of Love» «более надежной» из двух песен Стивенса, а Дэвид Баудер из Albany Times Union назвал трек «прекрасной, неземной балладой».

## Отзывы
Майкл Филлипс из Chicago Tribune похвалил «Mystery of Love» и «Visions of Gideon» за «пронзительные оригинальные песни» и счел, что они помогают зрителю проникнуться сочувствием и понять эмоции Элио. Эллиоту Кронсбергу из North by Northwestern «Mystery of Love» понравилась больше всего из трех работ Стивенса, заявив: «Я так обрадовался, когда ее включили, и она засела у меня в голове почти на неделю». Ханна Флеминг, автор Paste, считает, что песня «утверждает Стивенса как своего рода современного сонетиста Шекспира», а сотрудники Vanity Fair назвали ее «проникновенной». Эбби Броун из The Daily Campus высоко оценила способность песни «подчеркнуть пленительное качество фильма». В колонке для Mint Санджор Нараян рассказала о своих любимых песнях Стивенса и включила «Mystery of Love» в число пяти треков, которые читатели должны прослушать. Билл Пирис из BrooklynVegan раскритиковал трек за то, что он «не открывает ничего нового», но назвал его звучание «очень желанным». Он сравнил его музыкальное направление со стилем, который Стивенс продемонстрировал на своих студийных альбомах Seven Swans (2004) и Carrie & Lowell (2015).

## Коммерческий успех
В США «Mystery of Love» вошла в чарт Hot Rock & Alternative Songs, составляемый Billboard, который отслеживает продажи цифровых скачиваний, потоковое вещание и радиоэфир рок-песен во всех форматах и определяет наиболее успешные из них. В выпуске от 20 января 2018 года сингл дебютировал под номером 47, став первым и единственным появлением Стивенса в этом рок-чарте. После исполнения Стивенсом песни «Mystery of Love» на церемонии вручения премии «Оскар» она набрала 129 000 аудиопотоков по требованию, что на 60 % больше, чем днем ранее, когда она получила 80 000 воспроизведений. Среди пяти номинантов «Mystery of Love» стала самой большой по количеству ежедневных потоков. На неделе 17 марта она достигла выршины на 13 месте. Она также попала в чарт цифровых компонентов Alternative Songs в США, достигнув 6 места. «Mystery of Love» также вошла в хит-парады в трех европейских странах. Она достигла 44-го места в чарте SNEP во Франции, достигла 34-го места в списке Топ-40 венгерских синглов и вошла в чарт AFP Португалии под номером 93.

## Чарты
| Чарт (2018)                                  | Высшая позиция |
| -------------------------------------------- | -------------- |
| Франция (SNEP)                               | 44             |
| Венгрия (Single Top 40)                      | 34             |
| Португалия (AFP)                             | 93             |
| Шотландия (Scottish Singles Chart)           | 67             |
| Великобритания UK Singles Sales (OCC)        | 63             |
| США (Billboard Hot Rock & Alternative Songs) | 13             |

## Сертификация
| Регион                                                                      | Сертификация | Продажи |
| --------------------------------------------------------------------------- | ------------ | ------- |
| Дания (IFPI Danmark)                                                        | Золотой      | 45 000  |
| Италия (FIMI)                                                               | Золотой      | 35 000  |
| Польша (ZPAV)                                                               | Платиновый   | 50 000  |
| Великобритания (BPI)                                                        | Серебряный   | 200 000 |
| Данные о продажах + прослушиваниях приведены только на основе сертификации. |              |         |